# Lara Croft and the Guardian of Light
Lara Croft and the Guardian of Light je počítačová hra, která byla vyvinuta studiem Crystal Dynamics. V ČR byla vydána 28. září roku 2010. Je vyrobena pro PC, Xbox360 a PlayStation 3. Jedná se o první hru s Larou Croft, která nenese název Tomb Raider.
Na první pohled je to hra naprosto odlišná od dosavadních titulů série. Nejedná se totiž o TPS. Může za to změna kamery, ta je umístěná v rohu nahoře. Pohled se blíží izometrickému zobrazení. Díky této odlišnosti má hráč ve hře větší přehled a vidí scénu z naprosto jiných úhlů, než tomu bylo doposud. S touto změnou se změnil i prožitek a hratelnost celé hry. Další novinkou je multiplayer. V historii her s Larou Croft jsme až do vydání této hry nebylo možno hrát hru s kamarádem. K dispozici je kooperativní mód, který je lokální, ale i online, což znamená, že se může druhý hráč ihned zapojit do hry. Máme tedy na výběr, zda budeme hrát sami nebo v kooperaci s kamarádem.

## Herní náplň
Nová Lara Croft je opět akční dobrodružství, ve kterém ji však poprvé bude někdo doprovázet, a to mayský domorodec, takzvaný Totec. Každá postava je vybavena jinými dovednostmi, zbraněmi a s nimi budete bojovat proti nadpřirozeným bytostem a zvířatům. Také budete řešit nespočet komplikovaných hádanek a překonávat smrtelné pasti. Čeká vás celkem čtrnáct úrovní. Jedná se o levely, kde se musíte dostat z bodu A do bodu B. Za každý navíc splněný úkol (např. zabít nepřítele v časovém limitu, skočit na plošinu na první pokus, ...) obdržíte bonus. Dále Lara může a nemusí (to záleží na hráči) sbírat různé sošky, kameny, talismany, které ji také přidají bonusy. Za ně pak obdrží více zdraví, vylepšení zbraní a obleky pro sebe.

## Příběh
Kdysi dávno se odehrál souboj o vzácný artefakt. Ten se nazýval Mirror of Smoke. Souboj skončil vítězstvím mayského domorodce, který se jmenoval Totec neboli „Guardian of the Light“. Na druhé straně stál poražený zlý bůh Xolotl, také známý jako „Keeper of Darkness“. Totec následně uvěznil Xolotla do Mirror of Smoke a sebe uložil do hrobky. O dva tisíce let později se do hrobky dostává Lara Croft. Ta však byla sledována skupinou žoldáků, která přivedla i zlého boha Xolotla. Lara potřebovala pomoc a měla štěstí v neštěstí. Ve stejnou dobu se totiž ze spánku probouzí Totec, který s ní spojí své mocné síly. V tomto spojenectví spočívá největší změna oproti ostatním hrám s Larou. Jsou zde dvě postavy, se kterými je možno hrát.